# Csekovszky Árpád Művelődési Ház
A Csekovszky Árpád Művelődési Ház (röviden: Csekóház) egy művelődési ház Budapest XVII. kerületében, Rákosligeten, a Hősök terén. Budapest legrégibb, több mint 100 éve folyamatosan működő közművelődési intézménye.

## Története
Az épületet 1899. május 11-én kezdték építeni és nagyjából az év végére vagy 1900 legelejére készült el. Eredetileg is közösségi-művelődési háznak épült, építtetője vélhetően a helyi Polgári Kör volt. Rendeltetésénél fogva kezdettől a helyi közösségi élet egyik központjaként funkcionált, 1900. február 24-én már bált rendeztek itt. Nagytermében, ahol egy színpad is helyet foglalt, a helyiek önmaguknak szerveztek bálokat, társas esteket, tanfolyamokat és különböző érdeklődésű csoportokat, közösségeket, akik aztán itt ültek össze.

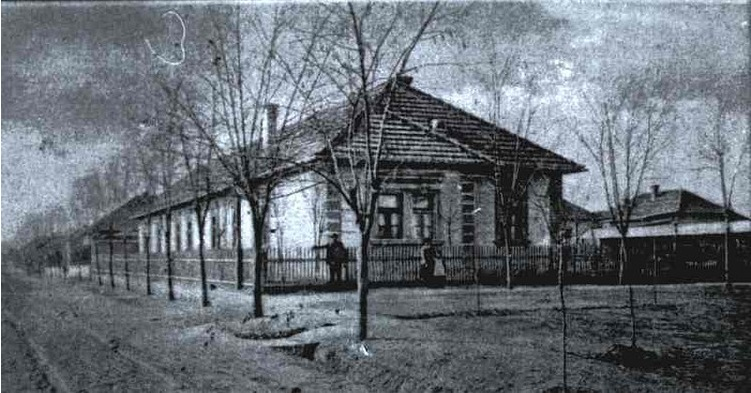
Az épület 1902 körül

A második világháború után ezt az intézményt is államosították és 1948-ban felvette a KÖZÉRT Kultúrotthon nevet. Rákosliget 1950. január 1-jei Nagy-Budapesthez csatolása után a belőle és a környező településekből kialakított XVII. kerületben is megmaradt; az 1960-as években a helyi ifjúsági kultúrát szolgálta leginkább, illetve intenzív művészeti tevékenység is folyt a házban. 1960 és 1968 között Tóth Tibor vezetésével itt működött a Rákosligeti Művészetbarátok Köre mely komolyabb ismertségre tett szert a kerületen kívül is.
A ház ezután lassú hanyatlásnak indult, végül a rákoskeresztúri egykori Dózsa György Művelődési Központ (a mai Vigyázó Sándor Művelődési Ház) telephelye lett és hivatalosan is elvesztette önállóságát, arculatát. Ekkor a két intézmény megkülönböztetése végett új becenevet kaptak: a rákoskeresztúri lett a „nagy Dózsa” a rákosligeti pedig a „kis Dózsa”, mivel az utóbbit még 1960 körül átnevezték Dózsa György Művelődési Otthonná. Az 1980-as évek végére már csak négy közművelődési forma működött: egy kertbarát kör, egy karate tanfolyam, az asszonyok klubja és egy kamarazenekar. A színpadot időközben lefalazták, a nagyterembe pedig bordásfalakat szereltek és tornateremnek használta a helyi Hősök terei Általános Iskola.
A rendszerváltás után, 1991-ben a kerületi önkormányzat szétválasztotta a „két Dózsát” és visszaadta az intézmény önállóságát, amihez pénzt és személyzetet is biztosított, valamint elnevezte Rákosligeti Közösségi Háznak. Feladatait Rákosliget mellett kiterjesztették Régiakadémiatelep és Rákoscsaba-Újtelep közösségi, közművelődési igényeinek kielégítésére is. Első igazgatója Prém János lett, aki tizenöt éven át, 2005-ig vezette a házat.
Vezetése alatt a nagyon lepuszult, romos épület dongaboltozatú nagytermét hamar helyreállították, újra felépült a színpad, amihez modern hang- és fénytechnikai rendszer is kiépült; az iskola 1993-ban saját tornatermet kapott, így innentől már kizárólag a művelődésszervezés állhatott a középpontban. Az intézmény a jó programszervezésnek hála hamar újra népszerűvé vált a helyiek körében.

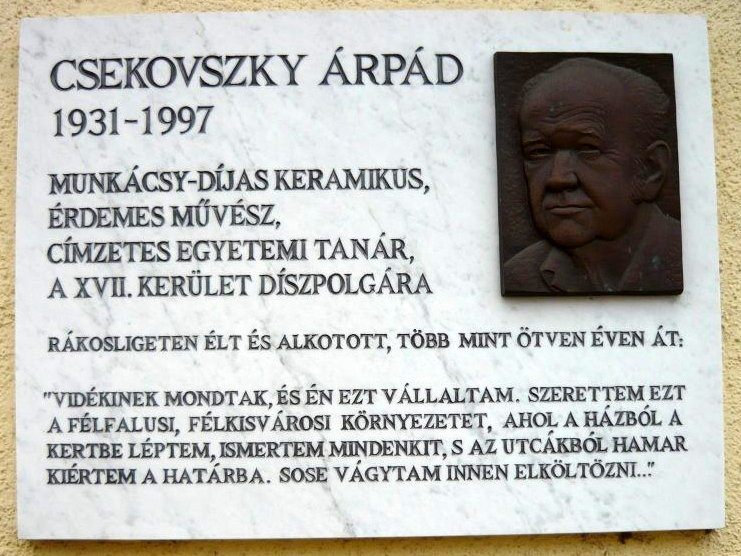
Csekovszky Árpád emléktáblája a ház oldalán

A közösségi ház 1998-ban vette fel Csekovszky Árpád nevét, aki a 20. századi magyar keramikusművészet egyik meghatározó és nemzetközileg is elismert alakja volt és a művelődési házhoz viszonyítva a helyi Hősök tere átellenes szegletében élt és alkotott 1939-től 1997-ben bekövetkezett haláláig. Mai beceneve – Csekóház – is tőle ered, amit az intézmény is előszeretettel használ a hivatalos neve mellett.
Az épület a 2000-es években átesett egy teljes külső és belső tatarozáson, felújításon is.
Népszerűségét és sikerességét a ma benne működő több, mint hatvan különböző közművelődési forma (koncertek, kiállítások, szakkörök, tanfolyamok, klubok stb.) működése és tartós működőképessége szemléltetheti a leginkább. Sikere annál is inkább szembeötlő, mivel 2010-ben a helyi önkormányzat a takarékosság jegyében a kerületi közművelődési intézmények személyzetének többségét elbocsátotta, a Csekóházban a korábbi nyolc dolgozóból mindössze három maradt, akiknek a kieső munkaerő pótlásán felül is bővültek még a feladatköreik.